# Xanthorhoe hyperctenista
Xanthorhoe hyperctenista är en fjärilsart som beskrevs av Louis Beethoven Prout 1939. Xanthorhoe hyperctenista ingår i släktet Xanthorhoe och familjen mätare. Inga underarter finns listade i Catalogue of Life.